# Maiden Stone
Der Maiden Stone (dt. Jungfernstein; auch Drumdurno Stone genannt) ist ein frühmittelalterlicher Stein in der Nähe des nordwestlich von Aberdeen (Ostschottland) gelegenen Ortes Inverurie.
Es handelt sich um eine etwa 3,2 Meter hohe Steinplatte aus rosa Granit mit eingemeißelten piktischen und christlichen Symbolen, die auf das 8. oder 9. Jahrhundert datiert wird. Der Stein weist erhebliche Beschädigungen auf. Die Ostseite zeigt mehrere, auch auf anderen piktischen Symbolsteinen verbreitete Darstellungen: einen Kamm, einen Spiegel, ein sogenanntes Pictish Beast sowie einen stilisierten Kentauren und andere mythologische Wesen. Auf der Westseite finden sich frühchristliche Motive, unter anderem ein Kreuz, sowie die Abbildung eines Mannes zwischen zwei Meeresuntieren – möglicherweise der biblische Jonas und zwei Wale. Im unteren Bereich ist ein spiralförmiges Ornament zu sehen. Die beiden Schmalseiten sind ebenfalls mit Ornamenten verziert.